# Univision
Univision (uniβiˈsjon) è una rete televisiva statunitense in lingua spagnola. Secondo i rilevamenti di Nielsen ratings, è la rete in lingua spagnola con il più grande bacino d'utenza. Randy Falco, (CEO al 2011) è a capo della rete televisiva da quando il precedente presidente di Univision Communications Joe Uva ha lasciato il posto ad aprile 2010.
Univision ha la propria sede a New York, ed ha la maggior parte dei propri studi ed uffici a Doral, un sobborgo di Miami. Nel 2009, è stato annunciato un altro studio televisivo, Univision Studios, che sarà costruito a Doral.
LA Univision è stata acquisita il 29 marzo 2007 da un consorzio guidato dalla Saban Capital Group di Haim Saban (che in precedenza aveva posseduto Saban Entertainment), TPG Capital, L.P., Providence Equity Partners, Madison Dearborn Partners e Thomas H. Lee Partners per 13,7 miliardi di dollari o 36,25 dollari per azione, più 1,4 miliardi di dollari del debito acquisito. L'acquisizione ha lasciato l'azienda con un livello di debito di dodici volte i suoi introiti annuali, che era due volte la norma nelle acquisizione fatte nei precedenti due anni.